# Alesheim
Alesheim este o comună din landul Bavaria, Germania.